# Chaetonotus sagittarius
Chaetonotus sagittarius is een buikharige uit de familie Chaetonotidae. De wetenschappelijke naam van de soort werd in 1992 voor het eerst geldig gepubliceerd door Evans. De soort wordt in het ondergeslacht Marinochaetus geplaatst.